# شركة الاتحاد العربي لإعادة التأمين
تأسست شركة الاتحاد العربي لإعادة التأمين في ظل الجمهورية العربية المتحدة التي كانت تضم كلا ً من سورية وليبيا ومصر في تاريخ 20 فبراير 1964.
بدأت عملها في بداية العام 1976 كشركة سورية. وهي تتبع مجلس الاتحاد الوزاري الذي يمثله وزراء المالية في كل من سوريا وليبيا. تعتبر شركة الاتحاد العربي لإعادة التأمين منذ تأسيسها حتى اليوم شركة إعادة التأمين الوحيدة في السوق السورية.
يبلغ رأسمال الشركة المدفوع 30 مليون دولار أمريكي, بينما بلغت الأقساط المتحققة وفق الميزانية العامة لعام 2006 حوالي 20.7 مليون دولار بزيادة قدرها 0.5% عن العام 2005.
بدأت الشركة منذ فترة وجيزة بفتح قسم خاص للقيام بإعادة التأمين بطريقة إسلامية أو ما يسمى (إعادة التكافل).

## وصلات خارجية
- الموقع الرسمي لشركة الاتحاد العربي لإعادة التأمين
- هيئة الإشراف على التأمين
- الاتحاد السوري لشركات التأمين